# Episodi di Life on Mars (seconda stagione)
La seconda stagione della serie televisiva Life on Mars è andata in onda dal 13 febbraio al 10 aprile 2007 sul canale BBC One (gli episodi 2 e 3 sono stati trasmessi anticipatamente di una settimana sul canale BBC Four). In Italia è stata trasmessa per la prima volta dal 30 maggio 2007 dal canale satellitare Jimmy e successivamente in chiaro da Rai 2 dal 19 luglio 2009 due volte a settimana.
| nº | Titolo originale | Titolo italiano | Prima TV GB      | Prima TV Italia |
| -- | ---------------- | --------------- | ---------------- | --------------- |
| 1  | Episode 1        | Episodio 1      | 13 febbraio 2007 | 30 maggio 2007  |
| 2  | Episode 2        | Episodio 2      | 13 febbraio 2007 | 6 giugno 2007   |
| 3  | Episode 3        | Episodio 3      | 20 febbraio 2007 | 13 giugno 2007  |
| 4  | Episode 4        | Episodio 4      | 13 marzo 2007    | 20 giugno 2007  |
| 5  | Episode 5        | Episodio 5      | 20 marzo 2007    | 27 giugno 2007  |
| 6  | Episode 6        | Episodio 6      | 27 marzo 2007    | 4 luglio 2007   |
| 7  | Episode 7        | Episodio 7      | 3 aprile 2007    | 11 luglio 2007  |
| 8  | Episode 8        | Episodio 8      | 10 aprile 2007   | 18 luglio 2007  |

## Episodio 1
- Titolo originale: Episode 1
- Diretto da: SJ Clarkson
- Scritto da: Matthew Graham

### Trama
Sam vede l'opportunità di prevenire un omicidio quando s'imbatte nella giovane "versione" di un criminale che arresterà nel futuro. Ma teme che, una volta arrivato il 2006, Tony Crane possa uscire di prigione e cercare vendetta... mentre lui è in coma...

## Episodio 2
- Titolo originale: Episode 2
- Diretto da: SJ Clarkson
- Scritto da: Chris Chibnall

### Trama
Il mentore che Sam ha nell'anno 2006 incomincia a lavorare alla stazione di polizia. È un giovane detective e immediato bersaglio di scherzi razzisti. Intanto, Hunt conduce l'indagine su una serie di rapine d'armi...

## Episodio 3
- Titolo originale: Episode 3
- Diretto da: Richard Clark
- Scritto da: Julie Rutterford

### Trama
Una telefonata anonima annuncia che l'IRA sta per cominciare una nuova campagna di attentati dinamitardi a Manchester. Sam non crede che la telefonata sia degna di attenzione, ma la squadra ha perso fiducia in lui e incomincia a prendere di mira la comunità irlandese...

## Episodio 4
- Titolo originale: Episode 4
- Diretto da: Richard Clark
- Scritto da: Ashley Pharoah

### Trama
Sam e Annie operano sotto copertura per indagare su un omicidio...

## Episodio 5
- Titolo originale: Episode 5
- Diretto da: Andrew Gunn
- Scritto da: Matthew Graham

### Trama
Sam mette da parte la sua preoccupazione per "tornare a casa" per dedicarsi completamente ad indagare sul sequestro di una madre e sua figlia...

## Episodio 6
- Titolo originale: Episode 6
- Diretto da: Andrew Gunn
- Scritto da: Guy Jenkin

### Trama
Il Detective capo conduce un'indagine su una sparatoria che ha visto coinvolto un ugandese legato al traffico di droga. Intanto Sam riceve messaggi da Maya...

## Episodio 7
- Titolo originale: Episode 7
- Diretto da: SJ Clarkson
- Scritto da: Mark Greig

### Trama
Gene Hunt è messo sotto accusa come il principale sospetto in un caso di omicidio. Sam, allora, si mette a capo delle indagini che tutto il gruppo sta svolgendo con il fine di provare l'innocenza del loro capo...

## Episodio 8
- Titolo originale: Episode 8
- Diretto da: SJ Clarkson
- Scritto da: Matthew Graham

### Trama
Il Centro d'Investigazione Criminale (CID) indaga sulla morte di un minatore e scopre che l'autore dell'omicidio deve essere stato un poliziotto. Sam è scontento dei metodi della squadra, dal momento che Gene Hunt cerca di colpire Frank Morgan durante l'arresto. Questi fa a Sam un'offerta che lo sconvolge... viene rivelato infatti che il coma di Sam era durato così a lungo perché aveva un tumore del cervello. Tyler arriva a credere che il tumore sia incarnato da Hunt e comincia a pensare che eliminando Hunt, il suo corpo possa recuperare. A tal fine Tyler inizia a collaborare con Frank Morgan e mentre Tyler e la sua squadra sono impegnati in uno scontro a fuoco con dei rapinatori, Sam abbandona gli altri e ritorna al 2008 grazie a Frank Morgan che nel 2008 altri non è che il medico che lo sta curando. Ritornato al presente si rende conto che egli si è ormai abituato al mondo di Gene, di Annie e degli altri amici anni '70 e vede quello come il suo mondo reale. Così torna al 1973 per aiutare Annie e il resto della squadra saltando giù del tetto della stazione di polizia, ritornando all'esatto istante in cui aveva lasciato i suoi amici in preda ai rapinatori, riuscendo a salvarli e promettendo loro di non lasciarli di nuovo. Da notare che il 1º episodio del sequel Ashes to ashes mostra la protagonista, DI Alex Drake, intenta a studiare gli appunti del caso Sam Tyler e nella cartella si vede bene una foto di Sam con sovrascritta la parola 'suicidio', in linea con quanto successo nel finale di serie.